# ۵۰۷ (پیش از میلاد)
۵۰۷ (پیش از میلاد) ۵۰۷مین سال قبل از تقویم میلادی است.